# Toshikazu Ichimura
Toshikazu Ichimura ( 12 de diciembre de 1941) es un maestro japonés de aikidō que vivió en Suecia desde de 1966 hasta 1986, y era el profesor responsable del aikido en Suecia entre estos años. También fue el responsable en Dinamarca y Finlandia, tuvo un importante desarrollo del iaidō en estos tres países, y fue el primero en dar demostraciones en Finlandia. Ichimura tiene el 6º dan por la Aikikai, recibido en 1977, y 6º dan renshi en iaido desde 1965. Aparte de su enseñanza como artista marcial también enseña macrobiotica y el sistema japonés de sonidos místicos kototama.
Ishimura empezó a practicar aikido en 1955, en Aikikai Hombu dojo en Tokio con Shoji Nishio como su principal maestro. En 1961 fue a la Universidad Toyo, y creó en la universidad un dojo en el que enseñaba. En 1966 se mudó a Estocolmo en Suecia. En 1968 se mudó a Upsala, alrededor 70 kilómetros al norte de Estocolmo, donde creó un dojo. El dojo se conoce como Uppsala Aikikai. Ichimura también enseñó en seminarios en Finlandia, Dinamarca y Polonia.
Ichimura escribió 2 libros en sueco, Aikido y Aikido och fred (literalmente "Aikido y paz"). 
En 1986, Ichimura volvió a Japón, dejando a Suecia sin un maestro japonés.Yasuo Kobayashi se responsabilizo de Finlandia, y Nishio de Dinamarca. Ichimura ya no practica Aikido, pero tiene una clínica de shiatsu en Kōbe.